# Supergirl
«Supergirl» — третій сингл третього альбому американської поп-співачки Гіларі Дафф — «Most Wanted». Пісня написана Карою ДіоГуарді та Грегом Веллсом; спродюсована Грегом Веллсом. Входить лише до колекційного, австралійського і японського видання «Most Wanted». 28 лютого 2006 року пісня вийшла у якості третього синглу «Most Wanted» в США. «Supergirl» також була рекламною піснею лінії одягу «Candie's» у 2005-2006 роках. За планами мали відбутися зйомки музичного відео до пісні, проте через напружений графік Дафф, зйомки скасували. Дафф пізніше прокоментувала у інтерв'ю із MTV, що "я дуже хотіла зняти відеокліп для цієї пісні. Я мала стільки веселощів із зйомками музично відео для «Beat of My Heart». Досі я ще не мала три повноцінні сингли із одного альбому. Проте… Я хочу робити багато речей, але не маю часу буквально ні на що".
У 2006 пісня також мала стати промо-синглом для кінофільму «Матеріальні дівчата» (2006). Влітку 2006 мали випустити відеокліп із нарізками з фільму під виконання пісні «Supergirl» на каналі MTV, проте показ був відмінений, оскільки дата, запропонована каналом для показу була за декілька днів до прем'єри стрічки в кінотеатрах, що не влаштовувало лейбл.

## Список пісень
Цифрове завантаження для iTunes
1. "Supergirl" – 2:52